# Eugenia Zdebska

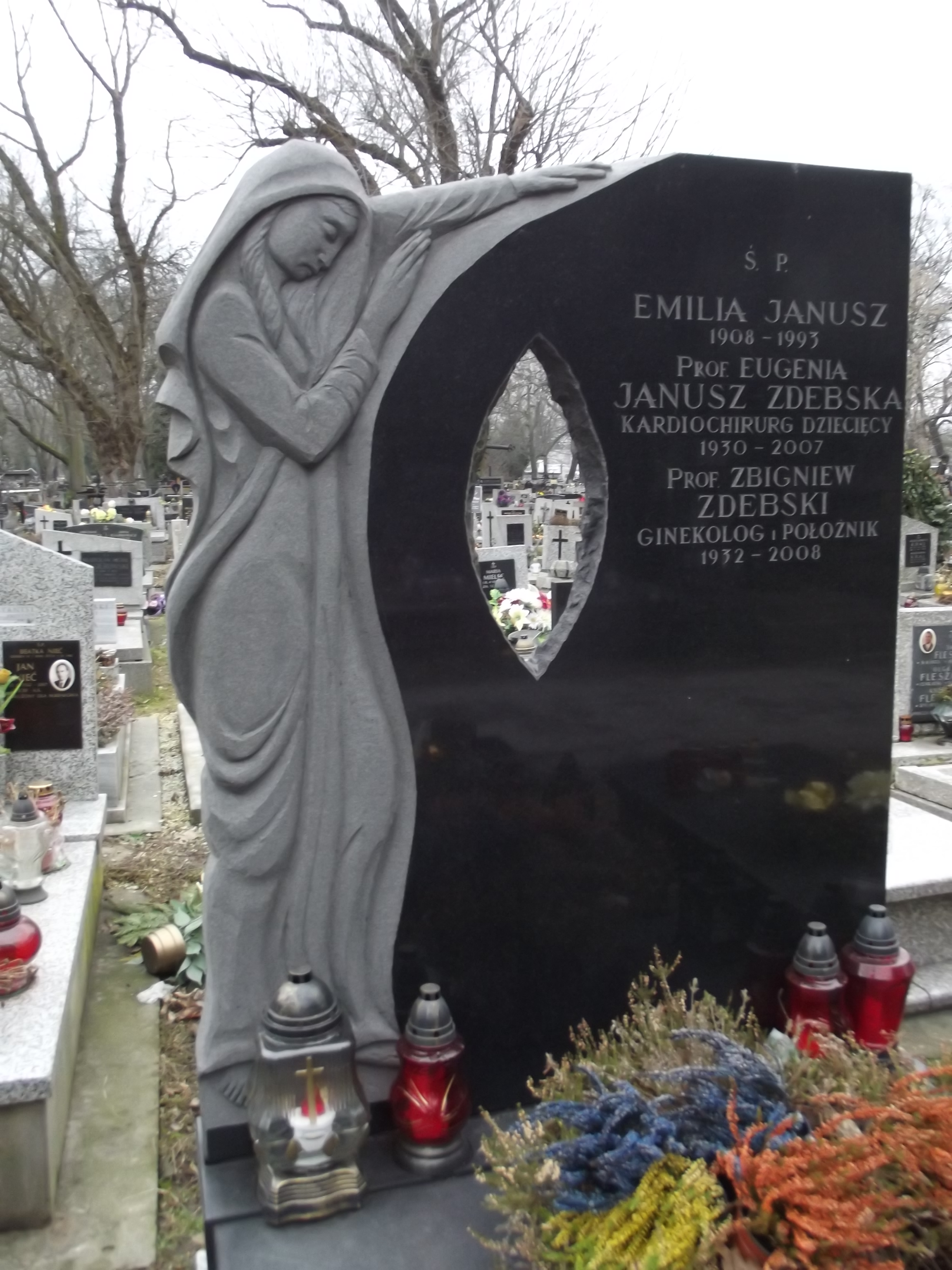
Grób Eugenii Zdebskiej na cmentarzu Rakowickim w Krakowie

Eugenia Maria Zdebska (ur. 15 grudnia 1930 w Dziedzicach, zm. 1 maja 2007 w Krakowie) – pionierka kardiochirurgii dziecięcej w Polsce.
Absolwentka Akademii Medycznej w Krakowie z 1955 r., 
doktorat w roku 1964, habilitacja w roku 1980, a tytuł profesorski od 20 marca 1992. Szkoliła się na stażach zagranicznych, między innymi: w Harvard Medical Center w Bostonie, Filadelfii, w Hospital for Sick Children w Londynie i w Szpitalu Uniwersyteckim w Marsylii. W 1974 r. dokonała wszczepienia rozrusznika serca u trzyipółletniej dziewczynki z całkowitym, wrodzonym blokiem przedsionkowo-komorowym, a także jako pierwsza zastosowała metodę hipotermii głębokiej z zatrzymaniem krążenia sposobem Barrata-Boyesa.
Jej kariera medyczna rozpoczęła się w Szpitalu Miejskim w Oświęcimu, gdzie pracowała w latach 1955-1959. Następnie została zatrudniona w Akademii Medycznej w Krakowie, początkowo jako asystent (1959-1966), a potem adiunkt w II Klinice Chirurgicznej (1966-1980). Szczeblami w rozwoju zawodowym było zdanie egzaminów specjalizacyjnych I° z chirurgii (1959) i II° z chirurgii dziecięcej (1967).  
W 1980 założyła Klinikę Kardiochirurgii Dziecięcej w Polsko-Amerykańskim Instytucie Pediatrii w Krakowie-Prokocimiu, którą kierowała do 1998 r. W tym czasie w Klinice przeprowadzono blisko 5 tysięcy operacji serca u dzieci, z czego 2 tysiące stanowiły zabiegi w krążeniu pozaustrojowym.
Od 1994 była damą Orderu Uśmiechu.
Została pochowana na cmentarzu Rakowickim w Krakowie.